# شارع 200 غرينيتش
شارع 200 غرينيتش (بالإنجليزية: 200 Greenwich Street)‏ هو عنوان لمبنى معماري مكاتبي جديد جاري تشييده كجزء من إعادة إعمار مركز التجارة العالمي في مدينة نيويورك . وأحياناً يطلق على المبنى اسم برج التجارة العالمي 2 وسيقع على الناحية الشرقية من شارع غرينيتش ، عبر الشارع من الموقع الأصلي للبرجين الذين دُمرا خلال هجمات 11 سبتمبر 2001 .
صُمم المبنى ذات ال 79 طابق على يد شركة Foster&Partners بلندن ، سيبلغ طول المبنى ارتفاع 1,270 قدم (387 م) ، بشكل هوائية ثلاثية القوائم تسمح للمبنى أن يصل لارتفاع 1,350 قدم (411 م)
بالمقارنة، يبلغ سطح مبنى إمباير ستيت ارتفاع 1,250 قدم (381 م) كما أن مبنى التجارة العالمي القديم كان يبلغ ارتفاع 1,362 قدم (415 م).
ما أن يتم بناؤه سيصبح ثاني أطول ناطحات السحاب بموقع مركز التجارة العالمي وبمدينة نيويورك نفسها متصدراً مبنى إمباير ستيت . يتكون السقف المائل للمبنى من أربعة ماسات تميل باتجاه النصب التذكاري موفراً علامة بصرية في الأفق تميز مكان وجود البرجين الأصليين.
من المتوقع أن تشمل مساحة الطوابق الكلية 2.4 مليون قدم مربع (220.000 متر مربع) من مساحات المكاتب بالإضافة إلى 130.000 قدم مربع (12.000 م مربع) لمتاجر التجزئة ومداخل لأنفاق PATH للسكك الحديدية .
من المتوقع بدء الحفر من أجل البناء خلال عام 2008 ليتم إنهائه في عام 2011 .
ظهر المبنى في إعلان لفيلم Babylon AD للممثل فين ديزل .

## وصلات خارجية
- موقع البناية الرسمي .
- صور للبرج .
- صفحة المشروع على موقع شركة Foster&Partners.
- فيديو يعرض تحديث تصميم المبنى .
- رسم بياني للمبنى .